# Bernhard Maier (Manager)

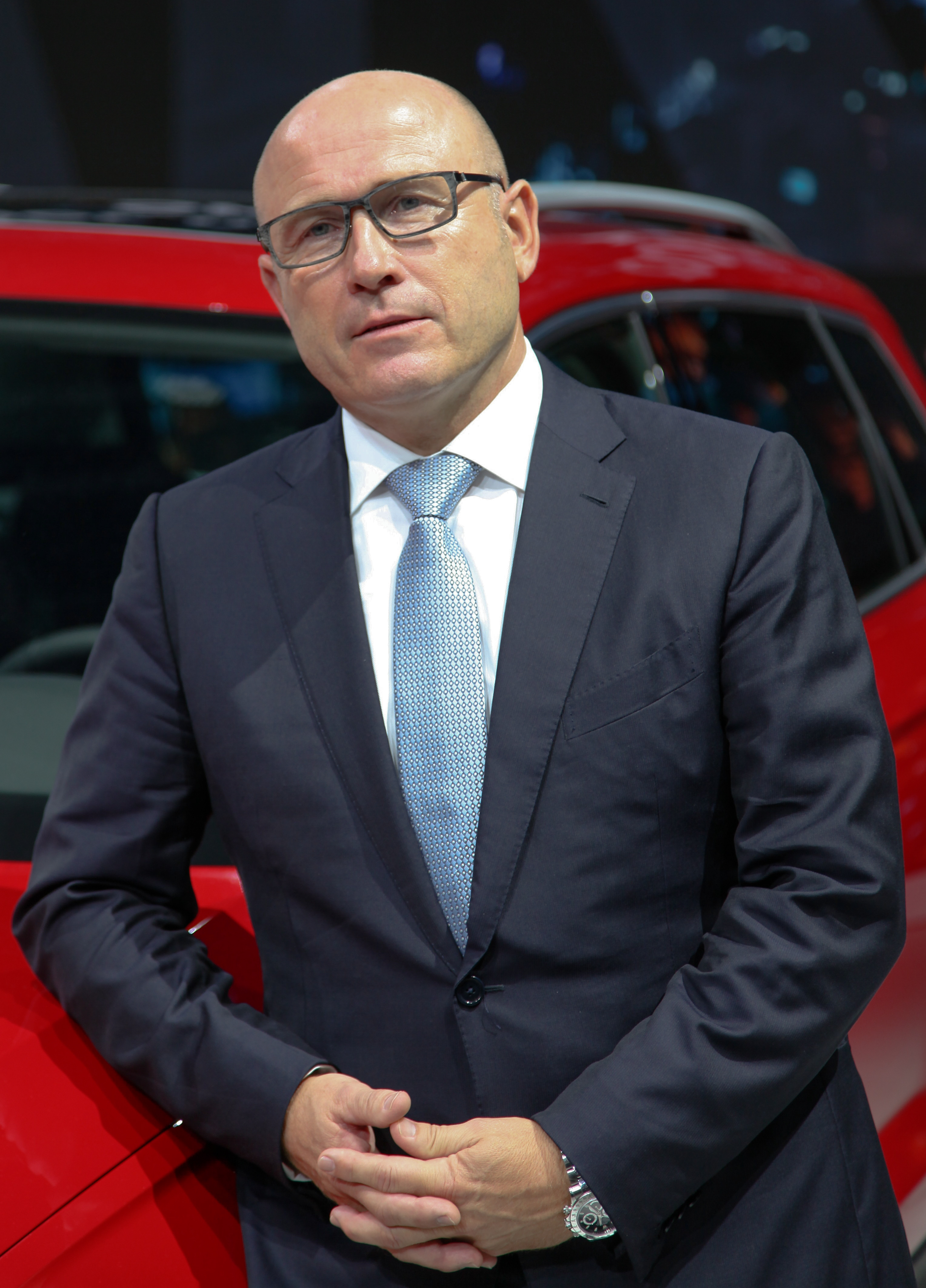
Bernhard Maier auf der IAA 2017

Bernhard Maier (* 29. Dezember 1959 in Schwäbisch Gmünd) ist ein deutscher Wirtschaftsmanager und war von November 2015 bis Juli 2020 Vorstandsvorsitzender von Škoda Auto.

## Leben und Karriere
Maier absolvierte zunächst eine Ausbildung zum Kfz-Mechaniker und studierte dann Betriebswirtschaftslehre in Calw. Anschließend legte er seine Kfz-Meisterprüfung bei der Handwerkskammer Oberbayern in München ab. Ab 1984 arbeitete er als Key Account Manager bei der Nixdorf Computer AG. 1986 wechselte Maier zur Wallhäuser Anlagen Gesellschaft in Siegen. Zunächst war er dort als Assistent der Geschäftsführung tätig, kurze Zeit später wurde er Mitglied der Geschäftsleitung. Von 1988 bis 2001 übernahm er für die BMW AG verschiedene leitende Funktionen im In- und Ausland. So war er unter anderem Projektleiter für die internationale Markenstrategie und leitete später den Turnaround Sales der Rover Group in Birmingham. Zuletzt agierte Maier bei der BMW AG als Direktor einer Niederlassung.
2001 wechselte Maier zu Porsche und übernahm den Vorsitz der Geschäftsführung der Porsche Deutschland GmbH.
Im März 2010 nahm er am Advanced Management Program der Harvard Business School teil, kurz bevor er zum Vorstandsmitglied für das Ressort Vertrieb und Marketing der Dr. Ing. h. c. F. Porsche AG ernannt wurde.
In dieser Funktion entwickelte Maier mit seinen Vorstandskollegen die Porsche Strategie 2018. So wurde die Handels- und Vertriebsorganisation grundlegend modernisiert. Wegweisend war damals die Einführung eines neuen CRM-Systems, bei dem Big Data und Predictive Analytics zum Einsatz kamen.
Unter seiner Leitung gelang es, die größte Produktoffensive in der Firmengeschichte auf den Weg zu bringen, die internationale Handelsorganisation deutlich auszubauen und die weltweiten Kundenauslieferungen von rund 79.000 auf 240.000 Fahrzeuge auf ein neues Level zu heben.
Vom 1. November 2015 bis 31. Juli 2020 war Bernhard Maier Vorstandsvorsitzender der Škoda Auto a.s. und trieb die Neuausrichtung des Unternehmens im Rahmen der Strategie 2025+ voran. Wesentliche Aspekte der Strategie waren neben Elektromobilität und Digitalisierung neue Mobilitätsdienstleistungen und Konnektivität die Umsetzung einer breit angelegten Produktoffensive sowie die Internationalisierung der Marke. Zum 31. Juli 2020 trat Bernhard Maier vom seiner Position als Vorstandsvorsitzender bei Škoda zurück. Sein Nachfolger wurde Thomas Schäfer.
2020 – 2021 war Maier Mitglied des Volkswagen Top Managements. 2020 gründete er die Maier Ventures GmbH eine Investment and Consulting Gesellschaft als Inhaber und CEO. Heute hält die Gesellschaft mehrere branchenübergreifende Beteiligungen. In der Beratung ist Bernhard Maier heute Senior Advisor in diversen Unternehmungen wie zum Beispiel Boston Consulting Group, Brunswick Communication Group und weitere internationale Gesellschaften wie Caresoft Global (Detroit), Allied Group (Tel Aviv), Tset Software (Wien) und er sitzt im Beirat einiger Gesellschaften wie zum Beispiel BRUSS Sealing, LeaseTeq und xpack.